# Microraionul III
| Bălții Noi Berestecico Centru Dacia Jubiliar Microraionul III Molodova Pământeni Slobozia Soroca Teioasa Țigănia Cartiere din Bălți |

Microraionul III este un cartier în municipiul Bălți, Republica Moldova. Cartierul se află în partea de est a orașului.